# 基爾普埃

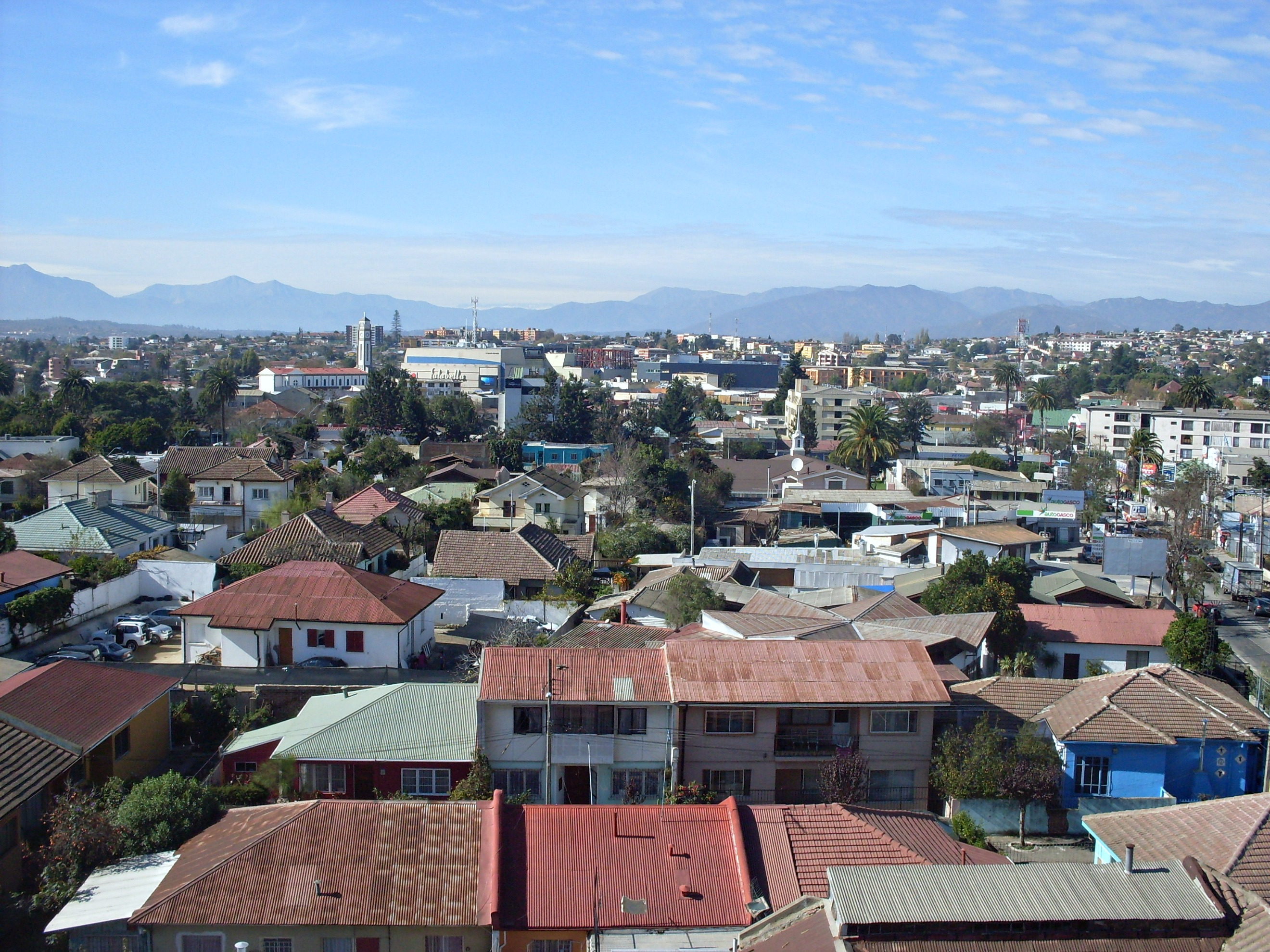

基爾普埃（西班牙语：Quilpué）是智利的城鎮，位於該國中部，由瓦爾帕萊索大區負責管轄，也是馬爾加馬爾加省的首府，始建於1898年，面積537平方公里，海拔高度141米，2002年人口128,579，人口密度每平方公里239.4人。

## 外部連結
- （西班牙文） Municipality of Quilpué （页面存档备份，存于）